# 波羅克瓦尼國際機場
波羅克瓦尼國際機場（英語：Polokwane International Airport）或稱彼得斯堡國際機場（英語：Pietersburg International Airport）是一個機場位於南非波羅克瓦尼（彼得斯堡）。距離城市5公里。機場於1996年啟用，初時是一個空軍基地。
機場有定期航班往約翰內斯堡，其中平日有四班，星期六有一班和星期日有兩班。每年可處理5,000架飛機和38,000位乘客。

## 航空公司

### 定期航班
- 南非航空
  - 南非航空連結(約翰內斯堡)

### 包機服務
- G&L包機

## 備註
1. ↑  機場資料,取自2007-11-16.
2. ↑  林波波河旅遊公園：交通 的存檔，存档日期2007-06-29.
3. 1 2  波羅克瓦尼機場歷史 的存檔，存档日期2008-07-14.
4. ↑  波羅克瓦尼國際機場:定期航班 的存檔，存档日期2008-07-14.

## 外部連結
- 航空照片在WikiMapia（页面存档备份，存于）
- 機場資料 （页面存档备份，存于）在Great Circle Mapper(2006年10月)
- 現時機場天氣 （页面存档备份，存于）在NOAA/NWS